# Ungureni (Bacău)
Pour les articles homonymes, voir Ungureni.
Ungureni est une commune située dans le județ de Bacău en Roumanie.

## Composition
Elle est composée des villages de Bărtășești, Bibirești, Bota, Botești, Gârla Anei, Ungureni, Viforeni et de Zlătari.